# 玉響未來
《玉響未來》是Azurite在2019年5月31日發售的戀愛冒險類型成人遊戲，2023年5月12日發售中英文版。

## 故事簡介
深野市是不少妖異的棲息之地，身為魔法師的夜羽睦季則身負與妖異溝通的責任。某天，擁有強大靈力的少女神掛由岐奈來到了深野市，面對能夠看見妖異的由岐奈，睦季需要盡全力幫助由岐奈適應深野市。

## 登場角色
夜羽睦季
作品男主角。深野市的魔法師，本身負責協調妖異與人類之間的和諧。幾乎都被以名字稱呼，使得姓很少有人記得。
神掛由岐奈
留著烏黑長髮的女孩，為了找尋某樣東西而來到深野市。最初認為進入女廁和花子見面的睦季是變態。和蒔奈是好朋友，兩人總是形影不離。擁有看見妖異的能力。
水晶石美陀璃（聲：くすはらゆい）
溫柔嫻淑的大小姐，實際上是夢魔，本身對色情的話題沒有抵抗力。曾經受過睦季幫助，對睦季非常信任，並待在睦季身邊協助他。
貓天宮花子（聲：杏花）
居住在深野學園女廁的妖異，總是穿著女僕裝，因此又有女僕花子之名，原本是水神。經常對睦季惡作劇。
小伯白（聲：杏子御津）
對睦季來說如同姐姐般的存在，體型嬌小，說話經常夾帶方言。本身沒有看見妖異的能力，對魔法也不瞭解。
神掛蒔奈（聲：飴川紫乃）
由岐奈的好友，跟由岐奈一樣有看見妖異的能力，個性和善。

## 主題曲
片頭曲
作詞：moa，作曲：，主唱：伊藤香奈子
片尾曲
作詞：moa，作曲：，主唱：柊木環希

## 評價
《玉響未來》在Getchu.com的2019年5月銷量榜上排名第4名。於「萌系遊戲大賞」2019年5月的月間賞獲得第1名。

## 外部連結
- 官方網站 （页面存档备份，存于）（日語）
- 《玉響未來》在視覺小說數據庫的頁面 （英文）